# سان فرناندو ديل فالي دي كاتاماركا (مدينة)
سان فرناندو ديل فالي دي كاتاماركا (بالإسبانية: San Fernando del Valle de Catamarca)‏ هي مدينة تقع في الأرجنتين في Capital Department, Catamarca. يقدر عدد سكانها بـ 141,260 نسمة وترتفع عن سطح البحر 500 متر.

## المناخ
يظهر الجدول التالي التغييرات المناخية على مدار السنة لسان فرناندو ديل فالي دي كاتاماركا:
| البيانات المناخية لـسان فرناندو ديل فالي دي كاتاماركا                                                   | البيانات المناخية لـسان فرناندو ديل فالي دي كاتاماركا | البيانات المناخية لـسان فرناندو ديل فالي دي كاتاماركا | البيانات المناخية لـسان فرناندو ديل فالي دي كاتاماركا | البيانات المناخية لـسان فرناندو ديل فالي دي كاتاماركا | البيانات المناخية لـسان فرناندو ديل فالي دي كاتاماركا | البيانات المناخية لـسان فرناندو ديل فالي دي كاتاماركا | البيانات المناخية لـسان فرناندو ديل فالي دي كاتاماركا | البيانات المناخية لـسان فرناندو ديل فالي دي كاتاماركا | البيانات المناخية لـسان فرناندو ديل فالي دي كاتاماركا | البيانات المناخية لـسان فرناندو ديل فالي دي كاتاماركا | البيانات المناخية لـسان فرناندو ديل فالي دي كاتاماركا | البيانات المناخية لـسان فرناندو ديل فالي دي كاتاماركا | البيانات المناخية لـسان فرناندو ديل فالي دي كاتاماركا |
| الشهر                                                                                                   | يناير                                                 | فبراير                                                | مارس                                                  | أبريل                                                 | مايو                                                  | يونيو                                                 | يوليو                                                 | أغسطس                                                 | سبتمبر                                                | أكتوبر                                                | نوفمبر                                                | ديسمبر                                                | المعدل السنوي                                         |
| --- | ----------------------------------------------------- | ----------------------------------------------------- | ----------------------------------------------------- | ----------------------------------------------------- | ----------------------------------------------------- | ----------------------------------------------------- | ----------------------------------------------------- | ----------------------------------------------------- | ----------------------------------------------------- | ----------------------------------------------------- | ----------------------------------------------------- | ----------------------------------------------------- | ----------------------------------------------------- |
| الدرجة القصوى °م (°ف)                                                                                   | 45.8 (114.4)                                          | 44.4 (111.9)                                          | 44.8 (112.6)                                          | 38.3 (100.9)                                          | 39.3 (102.7)                                          | 34.7 (94.5)                                           | 38.6 (101.5)                                          | 41.9 (107.4)                                          | 44.4 (111.9)                                          | 47.0 (116.6)                                          | 47.1 (116.8)                                          | 47.7 (117.9)                                          | 47.7 (117.9)                                          |
| متوسط درجة الحرارة الكبرى °م (°ف)                                                                       | 34.1 (93.4)                                           | 32.8 (91.0)                                           | 31.2 (88.2)                                           | 27.5 (81.5)                                           | 23.5 (74.3)                                           | 20.0 (68.0)                                           | 20.2 (68.4)                                           | 23.9 (75.0)                                           | 26.8 (80.2)                                           | 30.9 (87.6)                                           | 32.7 (90.9)                                           | 34.3 (93.7)                                           | 28.2 (82.8)                                           |
| المتوسط اليومي °م (°ف)                                                                                  | 27.3 (81.1)                                           | 26.0 (78.8)                                           | 24.4 (75.9)                                           | 20.4 (68.7)                                           | 16.0 (60.8)                                           | 12.0 (53.6)                                           | 11.6 (52.9)                                           | 15.4 (59.7)                                           | 19.1 (66.4)                                           | 23.6 (74.5)                                           | 25.6 (78.1)                                           | 27.3 (81.1)                                           | 20.7 (69.3)                                           |
| متوسط درجة الحرارة الصغرى °م (°ف)                                                                       | 21.5 (70.7)                                           | 20.4 (68.7)                                           | 19.1 (66.4)                                           | 14.7 (58.5)                                           | 9.8 (49.6)                                            | 5.3 (41.5)                                            | 4.4 (39.9)                                            | 7.7 (45.9)                                            | 11.8 (53.2)                                           | 16.8 (62.2)                                           | 19.3 (66.7)                                           | 21.2 (70.2)                                           | 14.3 (57.7)                                           |
| أدنى درجة حرارة °م (°ف)                                                                                 | 9.6 (49.3)                                            | 8.0 (46.4)                                            | 5.8 (42.4)                                            | 0.6 (33.1)                                            | −3.7 (25.3)                                           | −5.8 (21.6)                                           | −9.0 (15.8)                                           | −6.6 (20.1)                                           | −5.9 (21.4)                                           | 2.3 (36.1)                                            | 5.8 (42.4)                                            | 8.9 (48.0)                                            | −9.0 (15.8)                                           |
| الهطول مم (إنش)                                                                                         | 83.8 (3.30)                                           | 69.2 (2.72)                                           | 52.4 (2.06)                                           | 27.0 (1.06)                                           | 12.6 (0.50)                                           | 4.7 (0.19)                                            | 8.1 (0.32)                                            | 3.2 (0.13)                                            | 7.3 (0.29)                                            | 25.9 (1.02)                                           | 50.2 (1.98)                                           | 68.0 (2.68)                                           | 412.4 (16.24)                                         |
| متوسط أيام هطول الأمطار (≥ 0.1 mm)                                                                      | 8.9                                                   | 7.2                                                   | 7.0                                                   | 5.3                                                   | 3.3                                                   | 2.0                                                   | 2.2                                                   | 1.2                                                   | 2.2                                                   | 3.6                                                   | 5.4                                                   | 7.4                                                   | 55.7                                                  |
| متوسط الرطوبة النسبية (%)                                                                               | 56.2                                                  | 59.8                                                  | 63.8                                                  | 65.3                                                  | 66.3                                                  | 66.1                                                  | 58.6                                                  | 47.7                                                  | 43.0                                                  | 44.7                                                  | 48.5                                                  | 52.5                                                  | 56.0                                                  |
| نسبة وصول أشعة الشمس                                                                                    | 62.6                                                  | 67.0                                                  | 59.5                                                  | 63.0                                                  | 62.1                                                  | 58.6                                                  | 64.5                                                  | 66.7                                                  | 63.4                                                  | 67.7                                                  | 66.3                                                  | 65.4                                                  | 63.9                                                  |
| المصدر #1: Servicio Meteorológico Nacional                                                              |                                                       |                                                       |                                                       |                                                       |                                                       |                                                       |                                                       |                                                       |                                                       |                                                       |                                                       |                                                       |                                                       |
| المصدر #2: Universidad Nacional de Catamarca (extremes from the period 1941–1980 and 1996–2005 and sun) |                                                       |                                                       |                                                       |                                                       |                                                       |                                                       |                                                       |                                                       |                                                       |                                                       |                                                       |                                                       |                                                       |

## توأمة
لسان فرناندو ديل فالي دي كاتاماركا (مدينة) اتفاقيات توأمة مع:
- كوبيابو

## أعلام
- لوكاس أونتيفيرو
- داريو دياز
- أوسكار كاستيلو
- خواكين فاريلا
- كاتا دياز